# ميخائيل نوفاك
ميخائيل نوفاك (بالألمانية: Michael Novak) (30 ديسمبر 1990 في النمسا - ) هو لاعب كرة قدم نمساوي في مركز الظهير. لعب مع أوستريا فيينا ونادي ماترسبرغ وFC St. Veit ‏.

## وصلات خارجية
- ميخائيل نوفاك على موقع قاعدة بيانات كرة القدم.إي يو (الإنجليزية)
- ميخائيل نوفاك على موقع Soccerway.com (الإنجليزية)
- ميخائيل نوفاك على موقع عالم كرة القدم.نت (الإنجليزية)